# Alberta Hunter
Alberta Hunter (1 de Abril de 1895 – 17 de Outubro de 1984) foi uma cantora de blues, compositora e enfermeira estadunidense. Iniciou sua carreira musical por volta de 1920, e desde então, tornou-se em uma cantora de sucesso, aclamada pela crítica na mesma linha que Ethel Wathers e Bessie Smith, com "voz negra" indiscutível e humor irreverente em suas apresentações.
Em 1950, ela se retirou dos palcos, tornando-se enfermeira em Nova Iorque. Retornou ao meio artístico apenas em 1977, com apresentações públicas e gravações através do selo columbia, até sua morte, em agosto de 1984.

## Discografia
- 1961  Chicago: The Living Legends (Riverside)
- 1961  Songs We Taught Your Mother (Bluesville/Original Blues Classics)
- 1962  Alberta Hunter with Lovie Austin and Her Blues Serenaders (Riverside)
- 1977  Remember My Name (Columbia)
- 1978  Amtrak Blues (Columbia)
- 1981  The Glory of Alberta Hunter (Columbia)
- 1982  Look for the Silver Lining (Columbia)

## Filmografia
- 1991  Jazz at the Smithsonian (Polygram)
- 2001  My Castle's Rockin' (VIEW* 2005  Jazz Masters Series: Alberta Hunter (Shanachie)